# ブノワ・ピッフェロ
ブノワ・ピッフェロ（Benoît Piffero、1987年5月21日 - ）は、カナダのラグビー選手。

## プロフィール
- カナダ・モントリオール出身[1]
- ポジションはフッカー(HO)。
- 身長 183cm、体重 102kg
- カナダ代表キャップは24（2025年4月現在）でラグビーワールドカップ2015・ラグビーワールドカップ2019のカナダ代表に選ばれた[2]。

## 略歴
ヴァランス・ロマンス・ドローム、ブラニャック、カスタネットを経て、2016年、ブラニャックに復帰。 